# Cal Bosch (Sanaüja)
Cal Bosch és un edifici del municipi de Sanaüja a la comarca de la Segarra que forma part de l'Inventari del Patrimoni Arquitectònic de Catalunya.

## Descripció
És un habitatge a un dels carrers principals del nucli urbà, estructurat amb planta baixa i dues plantes superiors, realitzat amb paredat amb arrebossat superior/ S'hi destaquen les restes d'uns esgrafiats a la part superior de la façana, amb motius en forma de quadrifolis i rombes emmarcats en espais quadrangulars.

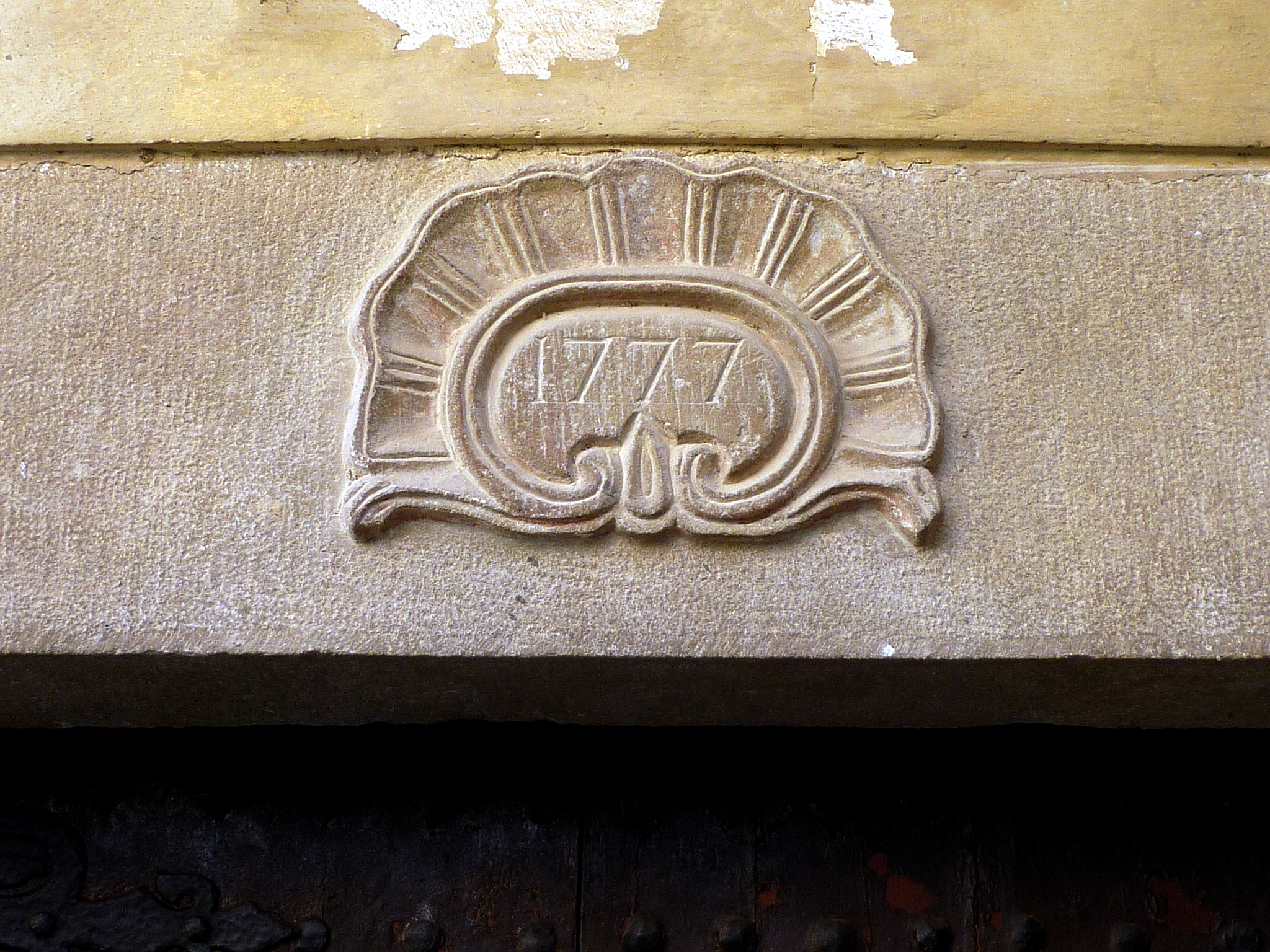
Llinda del portal

A la planta baixa trobem dues obertures emmarcades amb llinda monolítica i brancals fets amb carreus regulars de grans dimensions, una de les obertures, de majors dimensions, que serveix de garatge per a vehicles, i la segona obertura, a la dreta de la façana, correspon a la porta d'entrada, amb llinda superior on hi destaca un segell en baix relleu emmarcat per una espècie de petxina amb la inscripció «1777», corresponent a l'any de construcció.
A la primera planta trobem dos balcons amb arc escarser sense presentar cap mena d'element destacable, així com a la segona planta on hi ha un balcó de les mateixes característiques. És a l'altura de la segona planta, a la dreta de la façana, on encara es poden observar les restes dels esgrafiats, molt deteriorats pel pas dels anys.